# KSTЯ
KSTЯ est un label de l'éditeur de bande dessinée Casterman actif de 2007 à 2014. 
Lancé le 15 mai 2007, le label KSTЯ, dirigé par Didier Borg, ambitionne de publier des bandes dessinées à l'esprit « rock » pour un public de jeunes adultes. Le nom est choisi en référence à l'abréviation « Caster » utilisée dans le langage courant pour parler des éditions Casterman, puis Borg a ensuite eu l'idée de « l’écrire plus graphiquement »
Bastien Vivès y publie ses premiers albums sous son nom, dont le succès critique Polina en 2011 et les premiers volumes de Lastman à partir de 2013.
72 albums sont publiés jusqu'en 2014, avant que la ligne éditoriale ne soit intégralement fondue au sein du catalogue Casterman.

## Publications

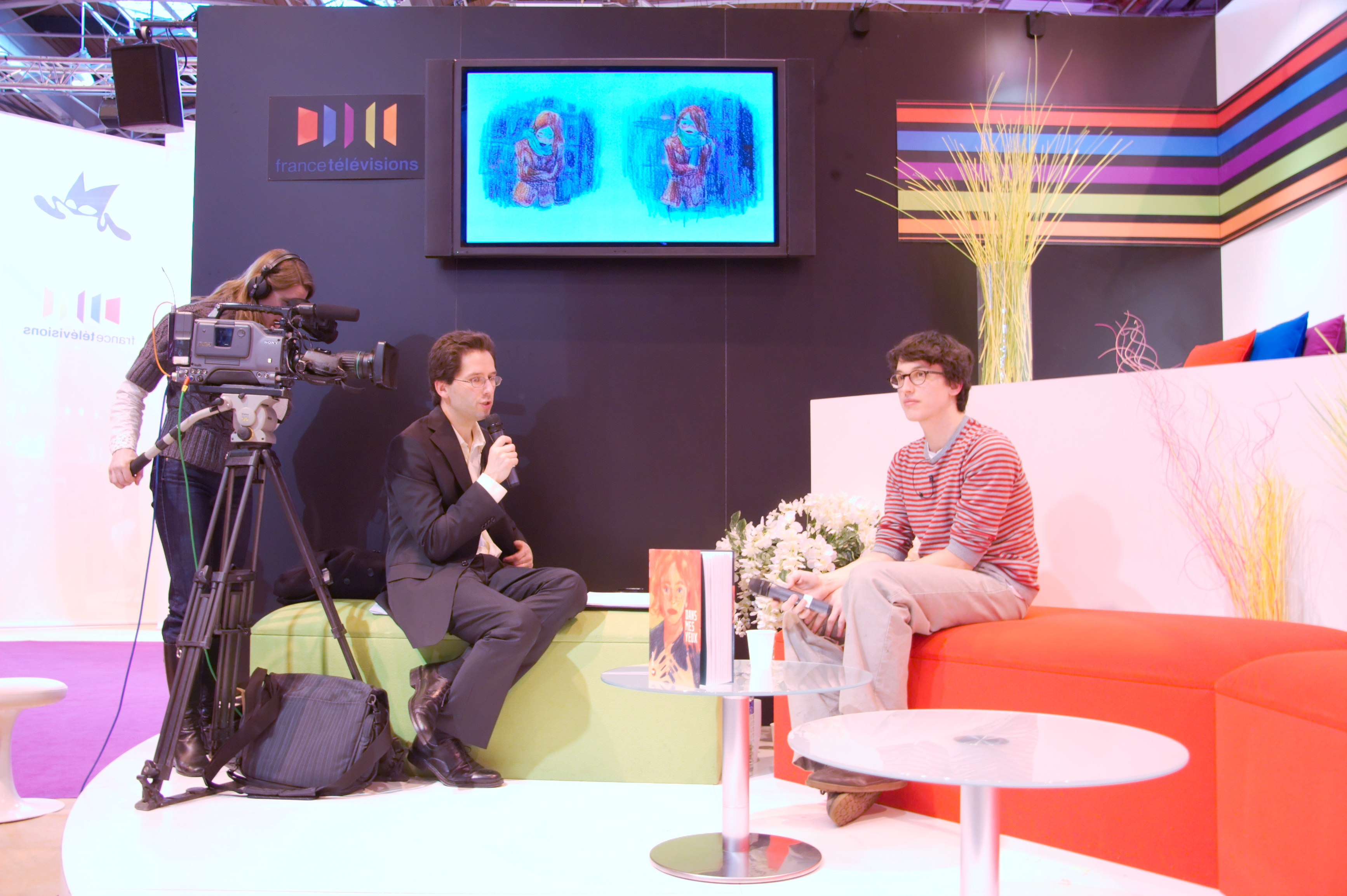
L'auteur phare de la collection, Bastien Vivès, au Salon du Livre de Paris 2009.

- Les Allumeuses, de Maingoval et Cha
- Angle mort, de Balez et Fonteneau
- Baal, de Ludovic Lambour
- Black Jake, de Will Argunas
- La Cellule, de Guillaume Long et Fabienne Costes
- Le Chant des sabres, de Antoine Ozanam et Tentacle Eye
- La Clé bleue, de Yvon et Névil
- Colères, de Mathias Mercier et Paul Filippi
- Comme chez toi, de Carole Maurel
- Dans mes yeux, de Bastien Vivès
- Daphnée et iris, de Géraldine Ranouil, Grisseaux et Glen Chapron
- Elle(s), de Bastien Vivès
- Esperanto, de Otto Gabos
- Esthétique et filatures, de Lisa Mandel et Tanxxx
- Face contre ciel, de Antoine Ozanam et Bandini
- Le Goût du chlore, de Bastien Vivès
- Je n'ai jamais connu la guerre, de Joseph Safieddine (scénario) et Maud Begon (dessin)
- Hollywood Jan, de Michaël Sanlaville et Bastien Vivès
- King David, de Antoine Ozanam et Guillaume Singelin
- Lastman de Bastien Vivès, Balak et Michaël Sanlaville (12 volumes)
- Little odyssée, de Fred Bernard
- Manioka, de Nkodem
- Mes affinités sélectives, de Caroline Rezeau, Coraline Gillet, Sylvain Saulne
- Missing, de Will Argunas
- Passages secrets, de David Boriau et Goum
- Pigeons verts, de Javi Aznarez
- Polina, de Bastien Vivès
- La Rage au poing, de Crippa et Ponticelli
- Regards croisés, de Gilles Aris et Thomas Cadène
- Rocher Rouge, de Eric Borg et Michaël Sanlaville
- Rosalinde, de Thomas Cadène
- Seconde Chance, de Antoine Ozanam et Renart
- Sheytan de Viravong
- Vilebrequin de Arnaud Le Gouëfflec et Obion
- Instinct Sauvage de Hervé Fréhel et Joel Alessandra